# Christian Bonath

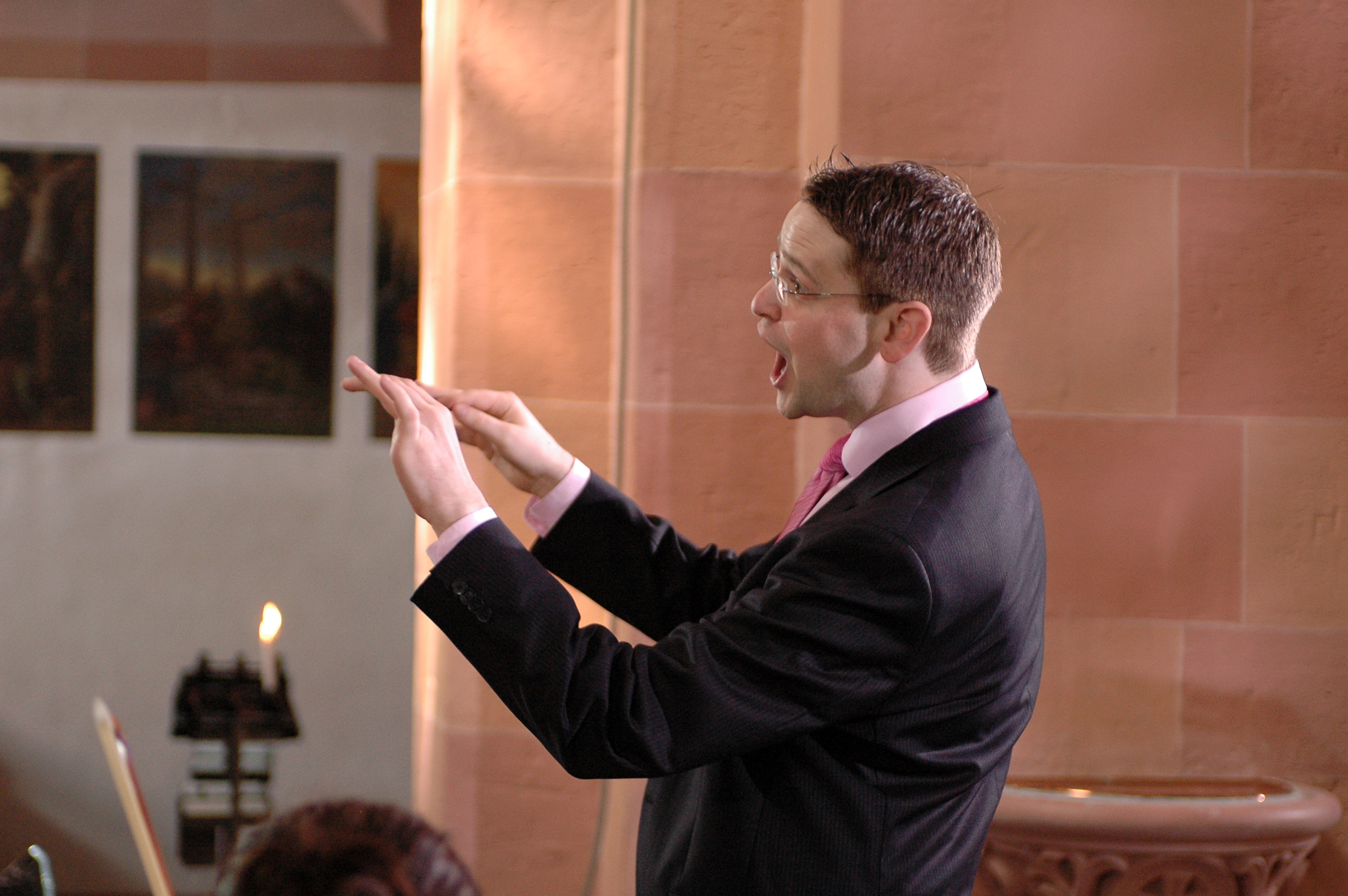
Christian Bonath

Christian Johannes Bonath (* 1979 in Worms) ist ein deutscher Chorleiter und Dirigent. Als Chorleiter leitete er das Ensemble Paulinum und als Dirigent das Barockorchester Pulchra musica. Darüber hinaus ist er Gastdirigent der Württembergischen Philharmonie Reutlingen. Seit 2022 ist er Domkapellmeister und Leiter der Kapellknaben an der Dresdner Kathedrale.

## Leben
Dem Studium der Kirchenmusik an der Hochschule für Musik Saar in Saarbrücken und der Hochschule für Musik Mainz folgte von 2006 bis 2008 das Studium an der Hochschule für Musik, Theater und Medien Hannover (Kirchenmusik und Dirigieren).
Zu seinen prägenden Lehrern zählten Mathias Breitschaft, Wolfram Koloseus und Frank Löhr. Wichtige Anregungen verdankt er den Dirigenten Ralf Otto, Manfred Cordes, Eiji Ōue und Max Pommer.
Auf seine Initiative wurde 2002 das Vokalquartett an St. Paulus sowie 2008 das Ensemble Paulinum und das Barockorchester Pulchra musica gegründet, dessen musikalischer Leiter er bis heute ist. Nach seinem künstlerischen A-Examen wurde er 2009 zum Chorleiter des Knabenchores Gütersloh berufen. Vom 1. August 2012 bis zum 31. Juli 2022 führte Bonath als künstlerischer Leiter den Knabenchor capella vocalis Reutlingen. An der Hochschule für Musik in Mainz der Johannes Gutenberg-Universität unterrichtet Bonath seit 2012 als Dozent für Tonsatz, Gehörbildung und Musiktheorie.
Als Spezialist für Alte Musik ist Bonath regelmäßig als Interviewpartner in den Medien zu erleben, so etwa mit Beiträgen zu den Kantaten von Graupner, von Telemann oder von Mattheson. Ein Porträt seiner Arbeit im Musikmagazin Cluster des SWR würdigt sein vielfältiges Engagement.
Seit 2015 entstanden in Kooperation mit SWR 2 in 5 CD-Projekten Aufnahmen von Graupner, Telemann, Mattheson und Sheriff als Ersteinspielung unter Bonath Dirigat. Für das ZDF leitete Bonath bei TV-Aufnahmen Haydns Orgelsolomesse, ebenso mit DW, DLF sowie dem Bennoverlag ein.
Christian Bonath wird am 1. September 2022 als Nachfolger von Matthias Liebich neuer Domkapellmeister an der Dresdner Kathedrale und Chorleiter der Dresdner Kapellknaben und des Kathedralchor Dresden.

## Diskographie
Bonaths Diskographie umfasst folgende Aufnahmen:
- 2012: „Die Perlenkette des Glaubens“ – Orgelimprovisationen zum Rosenkranz
- 2013: „Mozart Wunderkind“ – Livemitschnitt vom Mozartfestival in Reutlingen (BW)
- 2015: „Die Superkids“- Die 25 schönsten Kinderlieder
- 2015: „Singe Seele“- Geistliche Solo- und Chorwerke von Schütz, Bach, Händel u. a.
- 2015: „Freu dich sehr“-Drei Geistliche  Kantaten von G. P. Telemann, Weltersteinspielung
- 2016: „Ich komme bald“ – Drei Geistliche  Kantaten von G. P. Telemann, Weltersteinspielung
- 2016: „Chera“- Oratorium von J. Mattheson, Weltersteinspielung
- 2017: „Verleih uns Frieden“ – Geistliche Solo- und Chorwerke von Charpentier, Bach, Mendelssohn, Brahms, Elgar
- 2018: „Komm, sei meines Herzens Gast“-Vier Geistliche  Kantaten von C. Graupner, Weltersteinspielung
- 2018: „Joseph“- Oratorium von J. Mattheson, Weltersteinspielung